# یوست ویخمان
یوست ویخمان (هلندی: Joost Wichman؛ زادهٔ ۱۹ مهٔ ۱۹۷۸) دوچرخه‌سوار اهل هلند است.